# Blechnum brasiliense
Blechnum brasiliense är en kambräkenväxtart som beskrevs av Nicaise Augustin Desvaux. Blechnum brasiliense ingår i släktet Blechnum och familjen Blechnaceae. Utöver nominatformen finns också underarten B. b. angustifolium.

## Bildgalleri

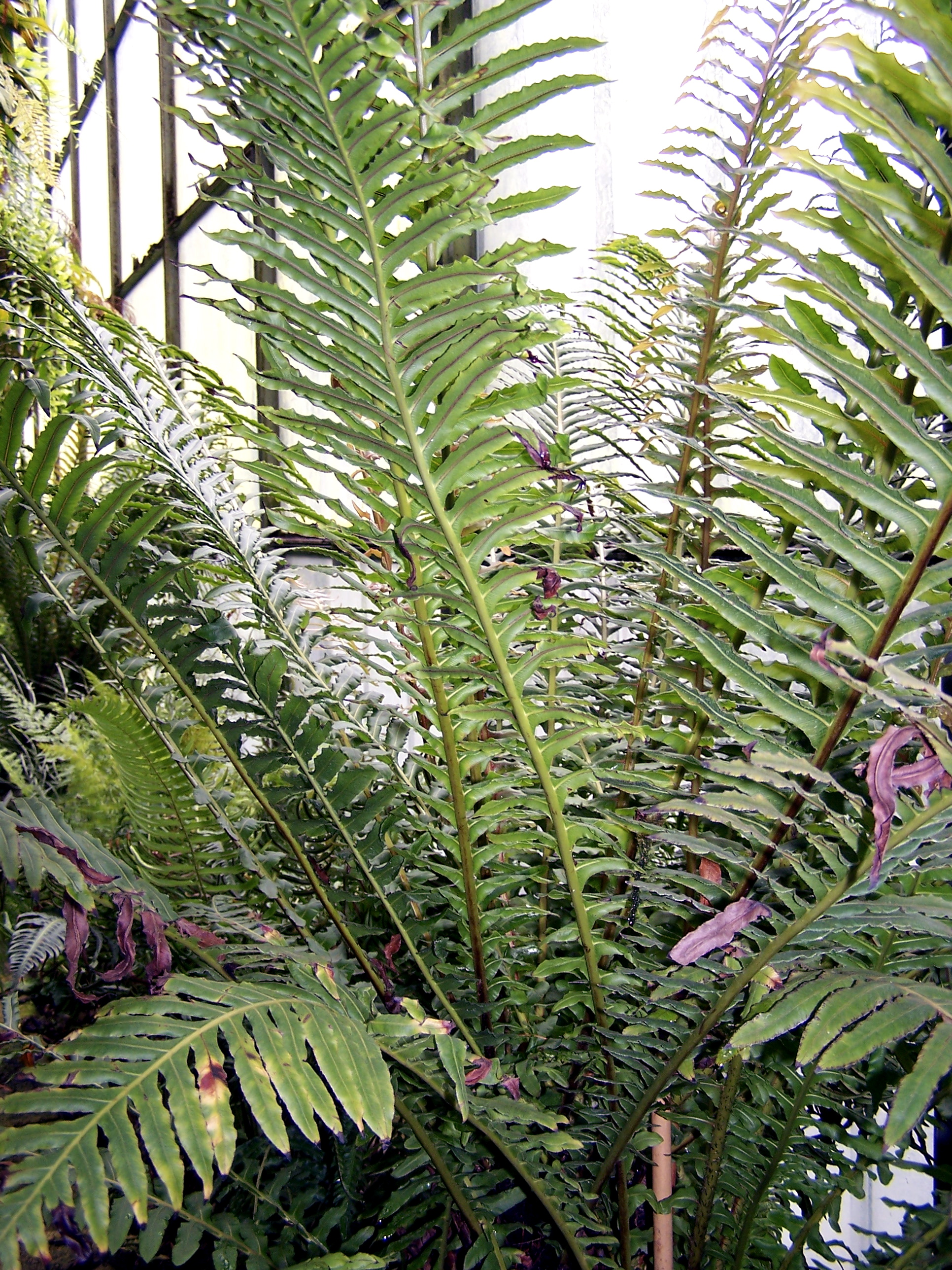
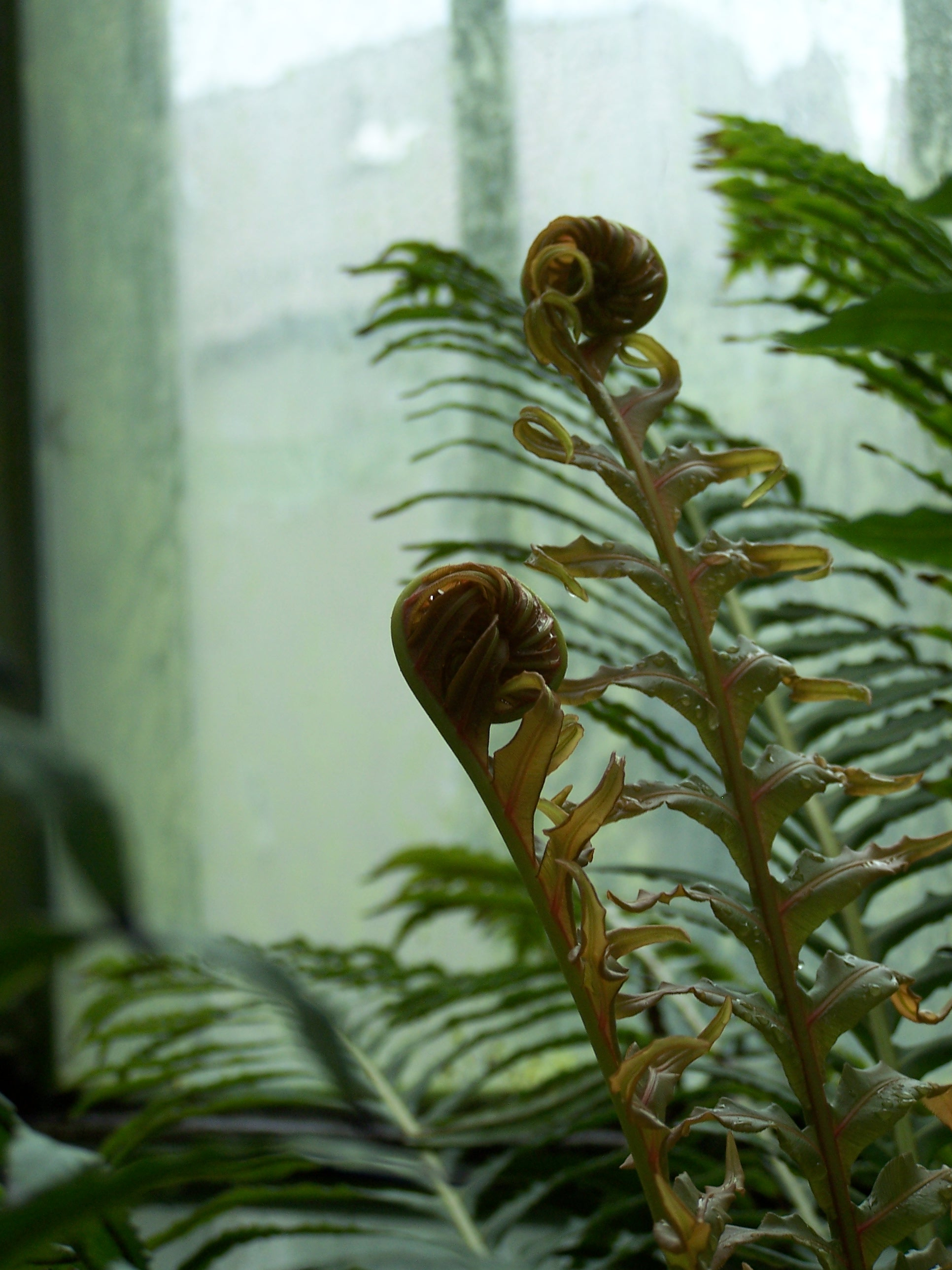
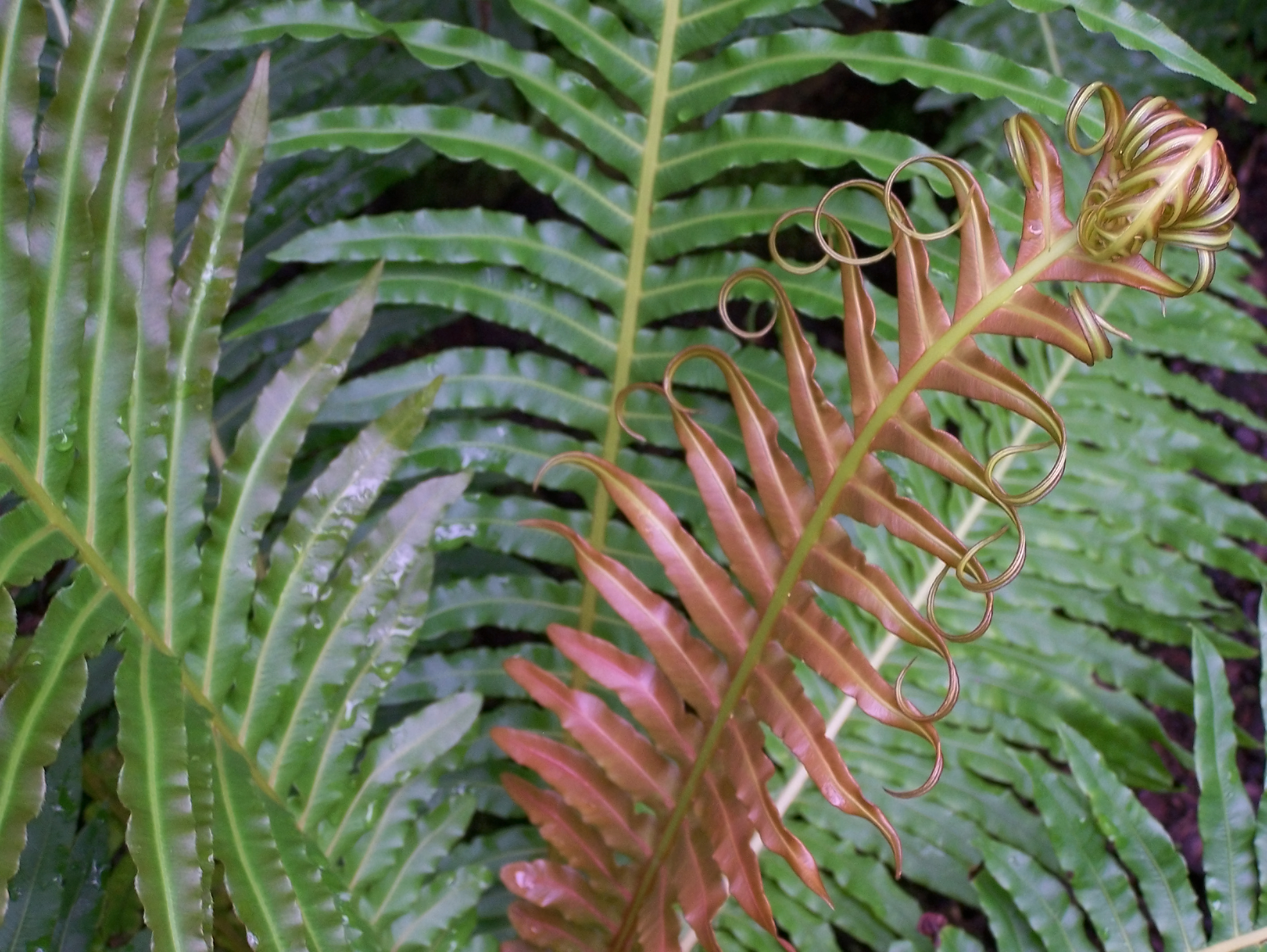
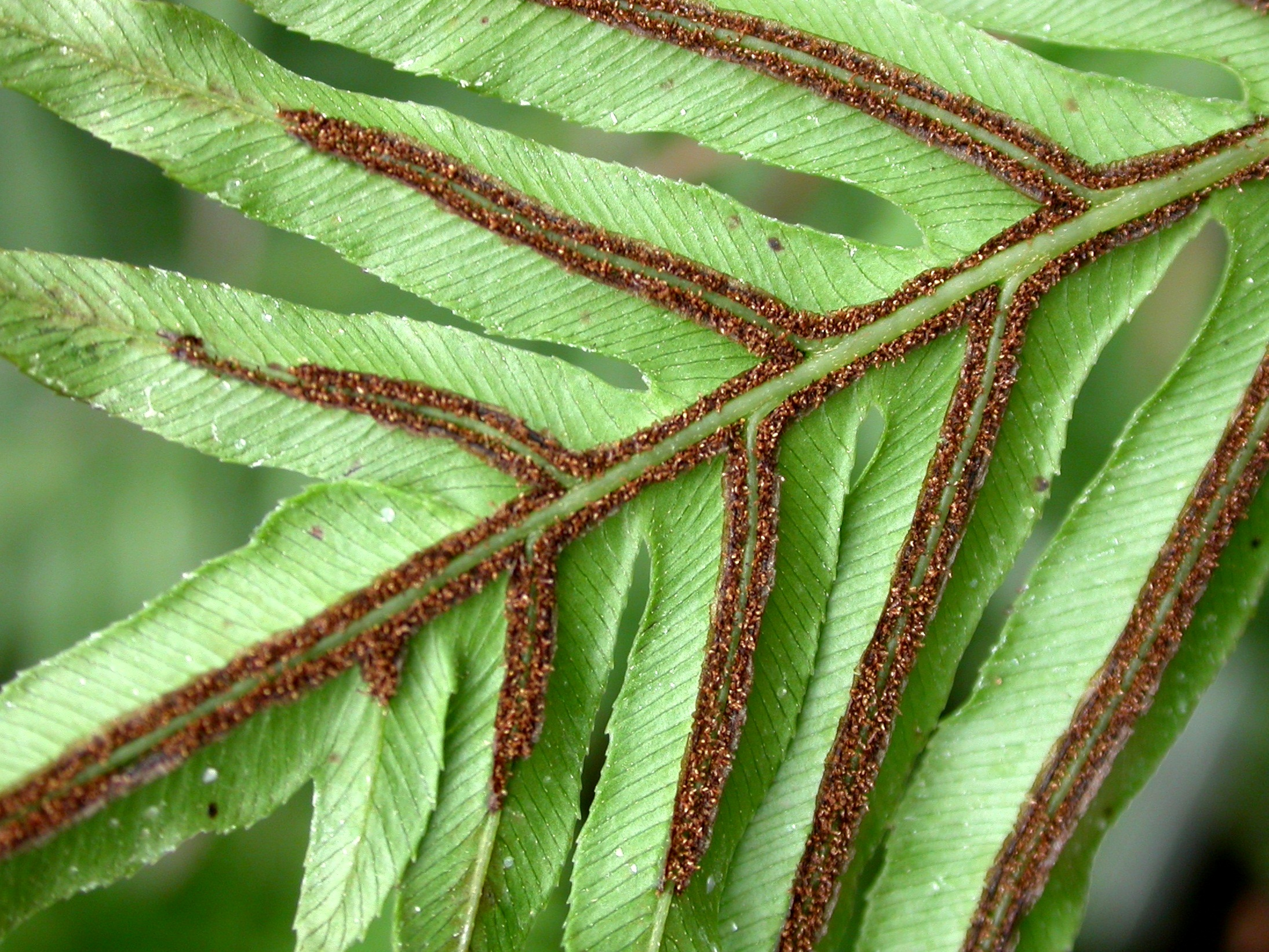
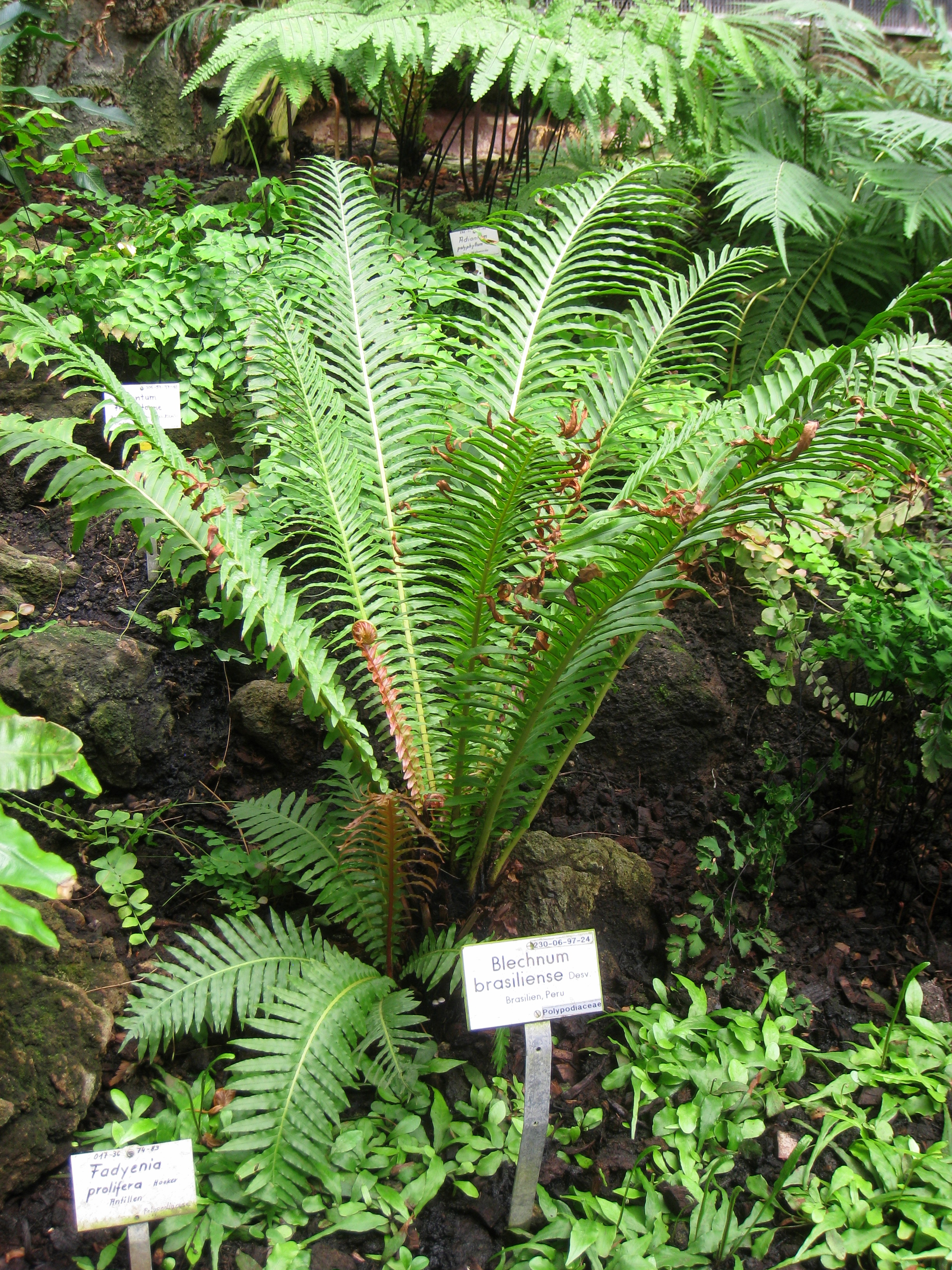
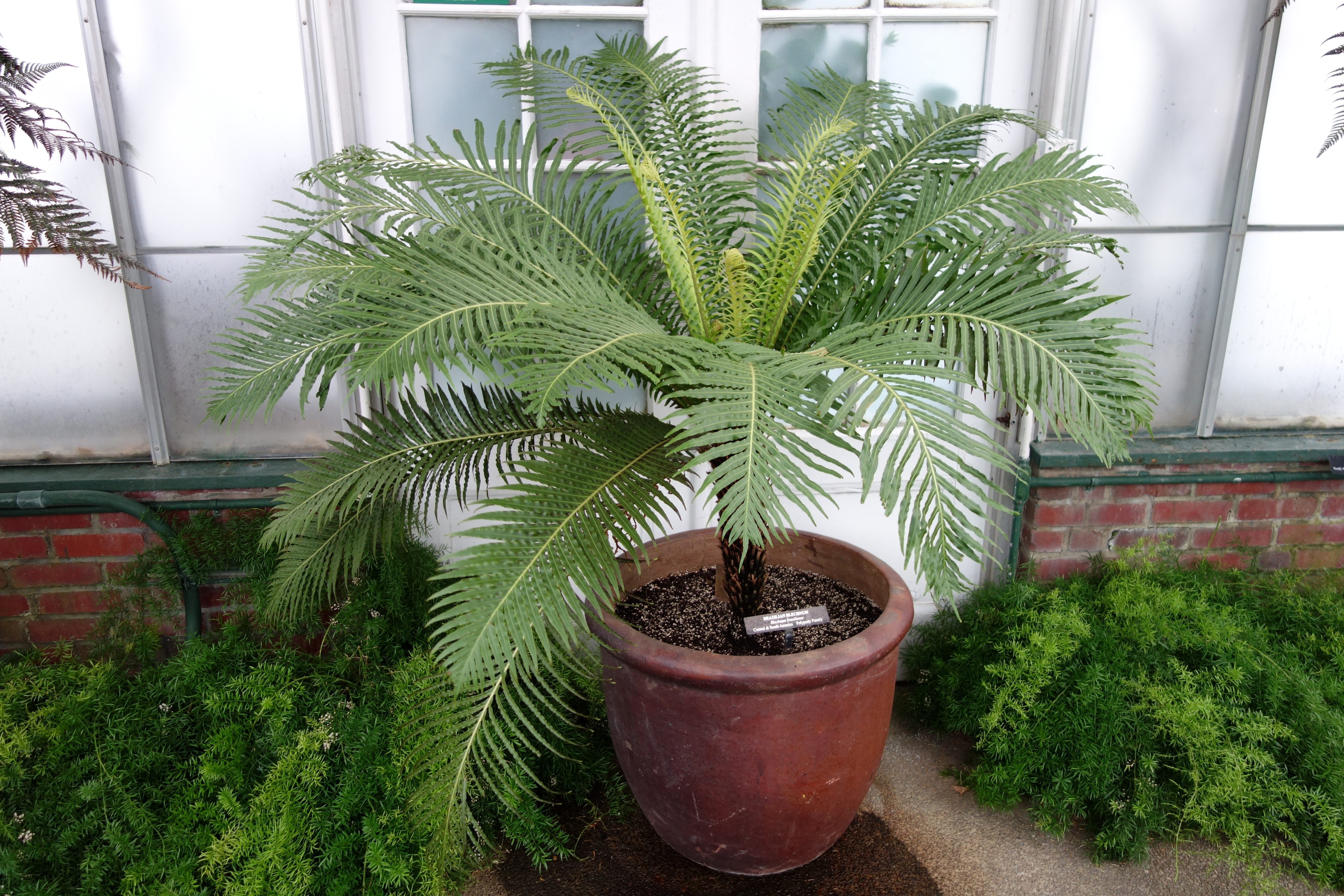